# Pälsfrullania
Pälsfrullania (Frullania bolanderi) är en levermossart som beskrevs av Aust.. Pälsfrullania ingår i släktet frullanior, och familjen Frullaniaceae. Enligt den svenska rödlistan är arten starkt hotad i Sverige. Arten förekommer i Svealand. Artens livsmiljö är skogslandskap.